# Кан Ювей
Кан Ювей (кит.: 康有为, 19 березня 1858 — 31 березня 1927) — китайський мислитель, філософ, вчений, державний та громадський діяч, лідер реформаторського руху в Китаї на межі XIX–XX ст. (наприкінці епохи Цін), апологет конституційної монархії, один з перших теоретиків китайського націоналізму. 1917 року наполягав на встановленні конституційної монархії після Синьхайської революції.

## Біографія

### Молоді роки
Кан Ювей народився 19 березня 1858 р. в повіті Наньхай провінції Гуандун в чиновницькій родині, що згідно пізнішій автобіографії Кана, проводила свій родовід від кінця II тис. до н. е. і нараховувала 13 поколінь вчених. Стверджувалося, що засновником роду був Кан Шу, молодший брат засновника династії Чжоу.  Його дід Кан Цзаньсю здобув ступінь цзюйженя при імператорі Сюань-цзуна, а батько Кан Дачу служив головою одного з повітів провінції Цзянсі. З дитинства почав вивчати конфуціанські науки. Від самого початку Кан Ювей проявив екстраординарні розумові здібності. У 11 років після смерті батька Кан Дачу опинився під опікою діда Кан Цзаньсю. З 19 років навчався у відомого фахівця з сунського неоконфуціанства Чжу Циці.
У 1879 році після тривалої медитації прозрів, побачивши в собі «досконало-мудрого». Тоді ж, відвідавши Гонконг, вперше відкрив для себе західну культуру. 1882 року Кан поїхав у Пекін здавати державний іспит, але не здав його. Повертався додому через Шанхай, де купив велику кількість західних книг, перейнявся західним еволюційним вченням і західними політичними ідеями. У цей час Кан стає прихильником проведення фундаментальних реформ, ідейним натхненником яких на той час був Чжен Гуаньін. Однак альтернативою їм в ту пору йому представлялася широкомасштабна еміграція китайців до Бразилії.
У 1884–1885 роках створив основу своєї головної праці «Да тун шу» («Книга про Великого єднанні»), що містить ідеї конфуцінізованої комуністичної утопії, але з цензурних міркувань не зважився на публікацію. 1888 року, бувши вільним слухачем столичної академії Гоцзицзянь, направив перший (який не досяг адресата) меморандум імператору Ґуансюю (посмертне ім'я Децзун) з програмою соціальних реформ, що передбачала впровадження парламентаризму.
У 1888 у Кан знову їде в Пекін складати іспит сянши, який приймав сам імператор Гуансюй. Кан заявляє на іспиті, що країна потребує реформ, але не був почутий владою.
У 1888 у Кан їде в столицю складати іспит «хуейші», але провалює його. В кінці травня цього ж року з третьої спроби він все ж складає іспит і отримує похвалу від імператора. У липні разом з Лян Цичао Кан починає видавати єдину тоді в Пекіні неофіційну газету реформаторського спрямування «Чжунвай цзівень» (кит.: 中外纪闻). Пізніше ґрунтується «Товариство посилення навчанням». 1889 року повернувся до рідної провінції Ґуандун.

### Політична діяльність
У 1891 році у столиці провінції Гуандун і найбільшому місті південного Китаю Гуанчжоу (Кантон) Кан Ювей створив приватну школу, в якій поряд з конфуціанськими дисциплінами викладалися буддизм, даосизм, природничі та гуманітарні науки Заходу. 1893 року він отримав другу вчений ступінь цзюйжень.
У 1895 році, прибувши до Пекіна для складання іспитів на вищий ступінь цзіньши, він очолив спровоковане поразкою країни у японо—китайській війні 1894–1895 року, рух присутніх в столиці цзюйженей (понад 1200 осіб), які направили імператору складений Кан Ювеем і його учнями Лян Цичао і Май Менхуа колективний меморандум з 10 тис. слів з пропозицією реформ, що включали, зокрема, активне залучення на службу китайських емігрантів, що проживають за кордоном, перенесення столиці з Пекіна у давнішій Сіань, випуск державним банком паперових грошей, карбування розмінної монети, створення державної поштової системи, перетворення конфуціанства в повноцінну загальнодержавну релігію та створення при імператорі виборного дорадчого органу.
У 1895 році, отримавши ступінь цзіньши і ставши діловодом в Наказі громадських робіт в Пекіні, Кан Ювей почав видавати єдину в столиці неофіційну газету китайською мовою та організував політичний клуб «Товариство науки для посилення держави» (Цян Сюе хуй). Однак у тому ж 1895 році ця діяльність була заборонена, і Кан Ювей був змушений повернутися до педагогічної роботи у провінції.
У 1897 рік у Німецька імперія займає затока Цзяочжоу, після чого Кан Ювей знову звертається до імператора з проханням розпочати реформи в країні. Імператор доручає Кану детально викласти його бачення реформ. У відповідь на це в січні 1898 а Кан розробляє план реформ, взявши за основу досвід реформ Японської імперії після «Реставрації Мейдзі». У квітні 1898 а Кан Ювей разом з Лян Цичао організують «Баогохуей» (досл. «Товариство захисту держави») (кит.: 保 国会). 16 червня цього ж року в Літньому імператорському палаці імператор приймає Кана та призначає відрядженим секретарем Головного управління закордонних справ з правом безпосереднього доповіді імператору і прийняв його пропозиції, відобразивши їх в наказі «Про встановлення основної лінії державної Політики»(«Мін дин го ши»), що ознаменувало початок короткочасного періоду «Ста днів реформ» (11 червня — 20 вересня 1898 року). Пізніше через протидію з боку Циси реформістський рух зазнало поразки. Кан Ювей мав намір скасувати традиційну систему іспитів на вчені ступені, створити університет у Пекіні та навчальні заклади західного зразка в провінціях, заснувати процедуру прийняття державного бюджету, провести модернізацію армії та флоту, перетворення адміністративної системи та ін. Кінець цієї реформаторської діяльності поклали зрада генерала Юань Шикая і палацовий заколот імператриці Ци Сі. 

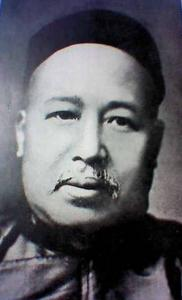
Кан Ювей

Після згортання реформ імператор Гуаньсюй був поміщений під домашній арешт, а брат Кан Ювея Кан Гуанжень був убитий. Кан за допомогою священика Тімоті Річарда добирається до Шанхая, звідки за допомогою співробітників британського о консульства їде в Гонконг.

### Останні роки
З Гонконгу Кан біжить до Японської імперії, де оголошує себе представником імператора і засновує у 1899 році «Баохуанхуей» (досл. «Товариство захисту імператора») (кит.: 保皇 会) (за аналогією з японською «Реставрацією Мейдзі» апеляція до захисту імператора, в цьому випадку від Циси і її оточення), що ставить за мету проведення широких реформ в рамках освіченого абсолютизму. Щоб заручитися міжнародною підтримкою, Кан робить поїздку до Європу (через США і Канаду) та проводить зустрічі з європейськими монарх ами. Він також намагається створити міжнародну партію, об'єднуючу китайських емігрантів всіх частин земної кулі. Всього за 16 років еміграції, він відвідав 30 країн світу, включаючи Мексику, Палестину, Туреччину і т. ін. Багато років прожив у Швеції, де навіть купив собі віллу по сусідству з літньою королівською резиденцією в Стокгольмі.
Після Синьхайська революції Кан повертається на батьківщину і в 1913 рік у починає видавати журнал «Бужень» (досл. «Досить чекати!») (кит.: 不忍). Ставши лідером монархіст ів, Кан яро виступав проти республіканського ладу і вимагав повернення Пу І на імператорський трон. У 1917 рік у Кан разом з генералом Північної армії Чжан Сюнем, вірним слугою скинутої династії Цин, почав кампанію по реставрації імператорської влади. Але через деякий час їх війська зазнали поразки від армії, надісланій прем'єр-міністр ом Дуань Ціжуем.
У наступні роки Кан постійно заявляв про необхідність повернення Пу І на трон і проголошення конституційної монархії. Після вигнання Пу І з Забороненого міста, останній імператор Китаю влаштувався в Тяньцзіні, де Кан кілька разів його відвідував, але категорично відкинув запрошення на весілля.
Кан Ювей помер в 1927 рік у від харчового отруєння на бенкеті з нагоди власного 70-річчя (за китайським літочисленням, яке вважало вік від зачаття). Якийсь час після смерті його останки знаходилися в селі Ліцунь поблизу гори Цзаоршань. У 1945 у Кан був офіційно перепохований в Циндао, а в жовтні наступного року на могилі Кана пройшла церемонія встановлення меморіальної плити. Під час «Культурної революції» Кан розглядався китайської історіографією як самий затятий прихильник збереження влади імператора. Його могила була зневажений хунвейбінами, і його останки були розкидані по вулицях міста. 27 грудня 1985 рік а Кан був перепохований у гори Фушань, де було встановлено монумент на його честь. Тепер[коли?] монумент охороняється державою як об'єкт культурної спадщини.

## «Да тун шу»
Основною проблемою, яку розробляв Кан Ювей, була модернізація країни при збереженні її культурної ідентичності. Намагаючись вирішити цю проблему, Кан Ювей шукав аналог західної теорії соціального прогресу в класичній конфуціанській літературі, внаслідок чого основним видом творчості для нього стали коментарі: «Чунь-цю Дун-ши Сюе» ("Вчення пана Дун Чжуншу про «Весну і осінь»), «Чжун юн чжу» ("Коментар до «Серединного і незмінного»), «Лунь юй чжу» ("Коментар до «Судження і бесідам»), «Лі юнь чжу» ("Коментар до «Записок про благопристойність»), «Мен-цзи вей» ("Тонкощі «Мен-цзи») та ін.
Головною працею, сконцентрувала в собі інтелектуальне спадщина Кан Ювея є «Да тун шу» (大同 书, «Книга про Великого Єднання»). Заголовок трактату відсилає до утопічного суспільству глибокої давнини, описаному Конфуцієм і Хе Сю. З приводу часу написання роботи ведуться суперечки: в «Автобіографії» Кан Ювей стверджував, що трактат був написаний в 1884 р., проте сучасні дослідники, починаючи з Лян Цичао, встановили, що книга була закінчена тільки в 1902 р., і до самої смерті мислитель вносив до неї поправки. Дві перших глави були опубліковані в журналі «Бу жень» в 1913 р., а в 1920 р., після заснування Ліги Націй, Кан Ювей вів переговори з Ф. Хірті про видання повного тексту англійською мовою. Переговори не увінчалися успіхом; китайською мовою книга вийшла окремим виданням тільки в 1935 р., через сім років після смерті автора. Перше сучасне видання вийшло в 1956 р. (301 с, близько 150 тис. ієрогліфів), і відтоді книга неодноразово перевидавалася, а в 1958 р. вийшла англійський переклад Лоренса Томпсона (перевиданий у 2003 р ). 1976 року вийшов переклад на японську мову, виконаний Сакаде Есинобу. У сучасному Китаї книга включається в списки «100 книг, що вплинули на долю людства». Мао Цзедун вказував, що Кан Ювей представив зримий образ майбутнього світового комунізму.
Книга містить опис суспільства далекого майбутнього, звільненого від расових і національних антагонізмів, суспільства рівності чоловіків і жінок, суспільства, позбавленого державних кордонів, і керованого за допомогою демократії. Відштовхуючись від тези Конфуція щодо двох станів суспільства: колишнє ідеальне — Велике єднання: «Коли діяло Велике дао, Піднебесна належала всім», та сучасне — Мале процвітання (сяо кан): «Нині, коли Велике дао вже сховалося, Піднебесна належить окремим родинам», — що зазвичай трактується як протиставлення ідеї загальної рівності і приналежності всього всім, з одного боку, і розділеності світу — з іншого. Кан Ювей визначив, що «Шляхом» (дао) суспільства Великого єднання є «циркуляція гуманності» (жень юнь), а «шляхом» суспільства Малого процвітання — «циркуляція благопристойності» (чи юнь), і в останньому стані Китай перебуває з часів Конфуція, понад 2 тисячі років.
Цю концепцію Кан Ювей зв'язав ідеями Мен-цзи, Дун Чжуншу, школою текстів нових писен, традицією «Гун'ян чжуань» ("Коментар Гун'яна до «Чунь цю» і історіософської доктриною Хе Сю стосовно трьох стадій розвитку суспільства. Відповідно до традиційного китайського світогляду, що представляє світ як просторово—часовий континуум, ця доктрина передбачала кореляцію стадіальних змін у часі і просторі: «Для епохи Перебування в хаосі (цзюй Луань) внутрішнім є окрема держава, а зовнішнім — весь Китай; для епохи підйому до рівноваги (шен пін) внутрішнім є весь Китай, а зовнішнім — варварське оточення; для епохи Великого рівноваги (тай пін) далеке і близьке, велике і мале стають єдиним».
Кан Ювей інтерпретував текст «Лі юнь» як опис потрійного циклу інволюції від епохи Великого рівноваги до «золотого вік» давнини, коли діяло Велике дао, тобто здійснювався «Шлях» Великого єднання, до епохи Підйому до рівноваги в період трьох перших династій, коли зацарював «Шлях» Малого процвітання, і, нарешті, до епохи Перебування в хаосі за життя Конфуція, коли також мало місце Мале процвітання.
Новаторським досягненням Кан Ювея стала трансформація цієї традиційної інволюційної послідовності в еволюційну, згідно з якою за епохою Перебування в хаосі, все ще пануючої на землі, повинна настати епоха Підйому до рівноваги, до якої найближче підійшли Європа і Америка, а потім, в ще віддаленішому майбутньому настане й епоха Великої рівноваги з відповідною зміною Малого процвітання на Велике єднання у всьому світі. З кожною з епох в еволюційній послідовності співвідносився і певний суспільний лад: самодержавство, конституційна монархія, демократична республіка.
Разом з тим термін «три епохи» (сань ши) мав у Кан Ювея і самий загальний методологічний сенс, подібно «двом зразкам» (лян і) — інь і ян. В кожній з епох виділявся такий же трійчастий цикл, так само як і в кожній фазі останнього, внаслідок чого кількість можливих елементів всієї історіософської конструкції підпорядковувалося прогресії: 3, 9, 81 … ∞, що показує необмеженість розвитку і після настання Великої рівноваги разом з Великим єднанням. Відповідно до двоякого погляду «епоха — світ», властивим ієрогліфу ши з термінологічного бінома сань ши, ця диференціація мислилася як у часовому, так і в просторовому аспекті, і другий з них ілюструвався існуванням всередині прогресивної Америки диких індіанців, а всередині цивілізованого Китаю примітивних племен мяо, яо, чжуан і чи.
Ідеальний світ по Кан Ювею має наступні ознаки:
- Світ поділений на 10 000 географічних районів, виділених умовно за географічним паралелей і меридіанах.
- Шляхом євгенічної практики виводиться єдине людство, що володіє європейською зовнішністю і китайською культурою. Мова оснований на китайській граматиці, і фонетиці найбільш красивих романських мов - італійської та французької.
- Сім'я скасовується. Шлюб укладається строком на рік, після чого подружжя можуть шукати собі іншого партнера або продовжувати стосунки. Діти виховуються державою аж до досягнення повноліття.
- Відносини між статями будуються на основі повної рівності. Людина може дозволити собі все, користуючись абсолютною свободою, в тому числі нудизм і гомосексуальність (хоча особисто Кан Ювей ставився до цих явищ негативно).
- Капіталізм Кан Ювей вважав абсолютним злом, насамперед через конкуренції. Товариство Великого Єднання буде комуністичним: вся власність буде громадською, а стимулом до гарної роботи стане забезпечення непрацездатного члена суспільства.
- Кожен житель Землі повинен відпрацювати за своє навчання і виховання не менше 20 років. Після цього терміну людина може залишитися на своїй посаді, або прийняти чернецтво, віддалившись від світу.
- Єдиним механізмом, що дозволяє впливати на якість роботи, є зміст після настання непрацездатності. Ледарі і нероби будуть міститися суспільством, але їх зміст буде мінімальним, тільки для підтримки фізичного життя.
- Природа людини покращиться, тому з усіх законів залишаться тільки Чотири Заборони: 1) на неробство, 2) на конкуренцію, 3) на аборти, 4) на індивідуалізм.
- По-видимому, в майбутньому людство знайде фізичне безсмертя і абсолютну свободу в масштабах Всесвіту. Відбудеться це завдяки синтезу духовних практик буддизм а і даосизм а з сучасною наукою.

Першими кроками до встановлення Великого єднання могли б стати добровільні вчинки на кшталт відмови від спадкових прав на майно, добровільних відрахувань на суспільні потреби і т. ін. Прихід Великого єднання повинно бути ознаменовано установою всесвітнього уряду, впровадженням єдиної міжнародного мови, скасуванням приватної власності і заміною інституту родини тимчасовими шлюбними угодами. У релігійній області передбачалася перемога буддизму при поступовому відмирання усіх інших релігій, що нехтують тілесністю, погорджують жінок або освячують соціально—економічні відмінності між людьми.
Кан Ювей вважав, що в безлічі світів у Всесвіті інопланетні чоловіки і жінки живуть життям, схожою на земну. Теоретичну основу подібної переконаності, а також віри в те, що всі народжені на Землі — єдиноутробні брати, становить фундаментальна конфуціанська ідея єдинотілесності світобудови. Дотримуючись своєї екуменічної установці і залучаючи досягнення сучасного йому західного природознавства, Кан Ювей трансформував цю ідею в тезу про єдину космічну субстанцію — пневму, яка знаменує собою органічний зв'язок людини з іншими людьми та природою, проявляючись у ньому як почуття співчуття, і яку на Заході іменується ефіром (Ітай). Найтоншу форму пневми — дух (шень) Кан Ювей ототожнював з електрикою.
В цілому думки Кан Ювея виявилися далекі від реалізації, оскільки консерваторам представлялися занадто радикальними, а радикалам — занадто поміркованими, але тим не менше вони вплинули на розвиток утопічної думки, а також сприяли включенню традиційної китайської культури у діалог із Заходом.

## Каліграфія
Навчався каліграфії у Чжу Ціци (1807–1881), знавця танської каліграфії та літературного стилю гувень. Кан Ювей вважав себе прихильником школи Жуань Юаня і Бао Шиченя. В еміграції та після повернення до Китаю у 1914 році каліграфічна майстерність була для нього головним джерелом прибутку.
Основний твір з каліграфії «Гуан І чжоу шуан цзи» («Пара весел човна мистецтв „від пана Гуана“») написав у Пекіні у 1889 році і присвятив також дослідженню епіграфіки на камені та кераміці. У формальному відношенні воно містить міркування про стадії розвитку ієрогліфіки і служить доповненням до згаданого в назві трактату Бао Шиченя «І чжоу шуан цзи».
Кан Ювей вважав епоху Шести династій стадією вищого розквіту китайської епіграфіки і каліграфії, а наступні періоди — часом регресу. Він вважав зразковим почерк кайшу. У трактаті закликав порвати з традицією танської каліграфії, водночас висловлювався проти автентичності «стародавніх знаків» гувень. Ця ідея була пізніше перенесена на весь конфуціанський канон і розвинена в працях наступних канонознавців. Трактат Кан Ювея був особливо популярний в Японії, де вийшло 6 прижиттєвих видань, але в самому Китаї він, як і решта його праць, особливими указами (1894, 1899 і 1900 років) заборонявся до поширення, а друковані дошки підлягали спалення. Але після 1917 року трактат неодноразово перевидавався.
Талант Кан Ювея як каліграфа особливо проявився в мистецтві прописів ті-сюе, він створив новий енергійний стиль, який сучасники нерідко критикували. Найкраще йому вдавалися дуй-лянь. Він виховав ціле покоління каліграфів, його наставництво невіддільне від проповідей власних соціально—філософських поглядів.
У сьогоднішньому Китаї Кан Ювей вважається предтечею сучасних напрямків у каліграфії, хоча в області епіграфіки йому не вдалося створити власної школи.

## Родина
- Кан Ювей був одружений з 18 років, дружина, Чжан Юнь-цзюй (1855-1922) була старша за нього на три роки. У шлюбі в Кан Ювея народжувалися лише дочки, тому він мав ще п'ятьох наложниць. У Кан Ювея було шестеро дітей (син і п'ять дочок), що дожили до зрілого віку, і шість прийомних дітей.
- Більшу частину життя Кан Ювей і Чжан Юнь-цзюй прожили окремо один від одного: коли Кан Ювей їздив до Пекіна, і пізніше - подорожував по світу, його родина залишалася в Гонконзі.
- Після смерті дружини, Кан Ювей наказав написати на кришці труни її портрет у натуральну величину, в наслідування староєгипетським саркофага, якими він захоплювався в музеях Європи та США.
- Улюбленою наложницею Кан Ювея була Хе Чжаньлю (何 旃 理, в США її звали Lily Hew, 1891-1915), з якою він познайомився в США. 17-річна Хе Чжаньлю за власною ініціативою стала наложницею, померла у віці 24 років. Служила Кан Ювею перекладачкою з англійської мови.
- Друга дочка Кан Ювея - Кан Тунбі (кит. 康 同 壁 піньінь Kāng Tóngbì, 1887-1969) була першою китаянкою, яка отримала освіту в Колумбійському університеті. Була одним із перших лідерів феміністського руху в Китаї, видавала неопубліковані рукописи батька. Стала жертвою «Культурної революції». Її син Ло Жунбан (1912-1981) був професором Вашингтонського університету (Сієтл), переклав англійською мовою «Автобіографію» діда (1967).

## Вибрана бібліографія на західних мовах
1. CHANG HAO: Intellectual change and the reform movement, 1890-1898, in: Twitchett, Denis and Fairbanks, John (ed.): The Cambridge History of China, Vol. 11, Late Ch'ing, 1800-1911, Part 2 (1980). Cambridge: Cambridge University Press, pp. 274–338, esp. 283-300, 318-338.
2. FRANKE, WOLFGANG: Die staatspolitischen Reformversuche K'ang Yu-weis und seiner Schule (1935). (Ph.D.).
3. HOWARD, RICHARD C., « K'ang Yu-wei (1858-1927): His Intellectual Background and Early Thought», in AF Wright and Denis Twitchett (eds.): Confucian Personalities. Stanford: Stanford University Press, 1962, pp. 294–316 and 382-386 (notes).
4. HOWARD, RICHARD C.: The early life and thought of K'ang Yu-wei, 1858-1927 (1972). Ph.D. Columbia University.
5. HSIAO, KUNG-CHUAN: A Modern China and a New World - K `ang Yu-wei, Reformer and Utopian, 1858-1927 (1975). Seattle and London: University of Washington Press.
6. KARL, REBECCA and ZARROW, PETER (Hg.): Rethinking the 1898 Reform Period - Political and Cultural Change in Late Qing China (2002). Cambridge / Mass.: Harvard University Press, esp. pp. 24-33.
7. TENG, SSU-YÜ and FAIRBANK, JOHN K.: China's response to the West - a documentary survey 1839-1923 (1954, 1979). Cambridge / Mass.: Harvard University Press, pp. 147-164 (chapter about Kang Youwei).
8. THOMPSON, LAURENCE G.: Ta t'ung shu: the one-world philosophy of K `ang Yu-wei (1958). London: George Allen and Unwin, esp. pp. 37-57.
9. ZARROW, PETER: « The rise of Confucian radicalism», in Zarrow, Peter: China in war and revolution, 1895-1949 (New York: Routledge), 2005, 12-29.
10. W. Franke, Die staatspolitischen Reformversuche K'ang Yu-weis u. seiner Schule. Ein Beitrag zur geistigen Auseinandersetzung Chinas mit dem Abendlande (in Mitt. Des Seminars für Orientalische Sprachen, Bln. 38, 1935, Nr. 1, S. 1-83). -
11. R. C. Howard, K'ang Yu-wei (1858-1927): His Intellectual Background and Early Thought (in Confucian Personalities, Hg. AF Wright u. D. Twitchett, Stanford 1962, S. 294-316). -
12. K'ang Yu-wei. A Biography and a Symposium, Hg. Lo Jung-pang, Tucson 1967 (The Association for Asian Studies: Monographs and Papers, Bd. 23). -
13. G. Sattler-v. Sivers, Die Reformbewegung von 1898 (in Chinas große Wandlung. Revolutionäre Bewegungen im 19. U. 20. Jh., Hg. PJ Opitz, Mchn. 1972, S. 55-81). -
14. Chi Wen-shun, K'ang Yu-wei (1858-1927) (in Die Söhne des Drachen. Chinas Weg vom Konfuzianismus zum Kommunismus, Hg. PJ Opitz, Mchn. 1974, S. 83-109). -
15. Hsiao Kung-chuan, A Modern China and a New World: K'ang Yu-wei, Reformer and Utopian, 1858-1927, Seattle 1975. -
16. Kuang Bailin, Kang Youwei di zhexue sixiang, Peking 1980. -
17. Wuxu weixin yundong shi lunji, Hg. Hu Shengwu, Changsha 1983. -
18. Tang Zhijun, Kang Youwei yu wuxu bianfa, Peking 1984. - Ders., Wuxu bianfa shi, Peking 1984. -
19. Chang Hao, Chinese Intellectuals in Crisis. Search for Order and Meaning (1890-1911), Berkeley 1987.
20. Pfister L. A Study in Comparative Utopias-K'ang Youwei and Plato / / Journal of Chinese philosophy. Vol.16.1989. P. 59-117.

1. ↑  China Biographical Database